# Švédsko na Zimních olympijských hrách 1964
Švédsko na Zimních olympijských hrách 1964 v Innsbrucku reprezentovalo 57 sportovců, z toho 49 mužů a 8 žen. Nejmladším účastníkem byla Gunilla Jacobsson (17 let, 268 dní), nejstarším pak Kjell Holmstrom (47 let, 212 dní). Reprezentanti vybojovali 8 medaili, z toho 3 zlaté 2 stříbrné a 3 bronzové.

## Medailisté
| Medaile | Jméno | Sport          | Disciplína             |
| ------- | --- | -------------- | ---------------------- |
| Zlato   | Sixten Jernberg | Běh na lyžích  | muži 50 km             |
| Zlato   | Karl-Åke Asph Sixten Jernberg Janne Stefansson Assar Rönnlund | Běh na lyžích  | muži štafeta 4 x 10 km |
| Zlato   | Jonny Nilsson | Rychlobruslení | muži 10 km             |
| Stříbro | Assar Rönnlund | Běh na lyžích  | muži 50 km             |
| Stříbro | Barbro Martinsson Britt Strandberg Toini Gustafsson | Běh na lyžích  | ženy štafeta 3 x 5 km  |
| Stříbro | Kjell Svensson Lennart Häggroth Gert Blomé Nils Johansson Roland Stoltz Bert-Ola Nordlander Nisse Nilsson Ronald Pettersson Lars-Eric Lundvall Eilert Määttä Anders Andersson Ulf Sterner Carl-Göran Öberg Sven Johansson Uno Öhrlund Hans Mild Lennart Johansson | Lední hokej    | turnaj mužů            |
| Bronz   | Sixten Jernberg | Běh na lyžích  | muži 15 km             |